# Gerippter Kielhalsrüssler
Der Gerippte Kielhalsrüssler (Tropiphorus elevatus), auch unter dem Synonym Tropiphorus carinatus bekannt, ist die in Mitteleuropa häufigste Art der Rüsselkäfer-Gattung Tropiphorus.

## Merkmale
Die Käfer haben einen plumpen, gedrungenen Körperbau und sind 3,5-7,5 mm groß. Der Rüssel ist für einen Vertreter der Entiminae recht lang, aber im Vergleich zu vielen anderen Rüsselkäfern kurz und dick. Der Halsschild ist in der Aufsicht von der Basis an zunächst parallelseitig, verengt sich dann jedoch zum Kopf hin plötzlich. Seitlich ist der Halsschild zum Kopf hin vorgezogen („mit Augenlappen“). Die Klauenglieder der Tarsen sind an der Basis verwachsen. Die Elytren und der Hinterleib sind oval und ohne ausgeprägte Schultern, was auf die Flugunfähigkeit der Käfer hinweist.
Der Halsschild ist gekielt, die ungeraden Flügeldecken-Zwischenräume sind kielähnlich erhöht. In Mitteleuropa kommen noch mehrere weitere Arten der Gattung vor.

## Verbreitung
Der Kielhalsrüssler ist in Europa mit Ausnahme einiger mediterraner Länder und weiter Teile Osteuropas sowie in Nordamerika verbreitet. Da nur von der Balkanhalbinsel sich geschlechtlich fortpflanzende Populationen bekannt sind, wird dort das eiszeitliche Refugium der Art vermutet.

## Lebensweise
Im größten Teil seines Verbreitungsgebietes pflanzt sich der Kielhalsrüssler parthenogenetisch fort. Die ausgewachsenen Tiere fressen polyphag an krautigen Pflanzen. Die Käfer besiedeln feuchte Wälder und Hochstaudenfluren. Die Käfer sind das ganze Jahr über aktiv und überwintern im Imaginalstadium. Details zur Entwicklung sind unbekannt.

## Gefährdung
Die Art ist in Deutschland mittelhäufig, aber mit gleichbleibendem Bestand und ungefährdet.